# Sejm zwyczajny 1585
Sejm 1585 – sejm walny I Rzeczypospolitej został zwołany w październiku 1584 roku do Warszawy. 
Sejmiki przedsejmowe w województwach odbyły się: bełzki (31 października), proszowski (7-10 listopada), lubelski (6 listopada), wiszeński powtórny 20 grudnia), generalny korczyński (12 listopada).
Marszałkiem sejmu obrano Stanisława Pękosławskiego. Obrady sejmu trwały od 15 stycznia do 28 lutego 1585 roku.
Uwagę posłów przykuwała sprawa Zborowskich przed  sądem sejmowym. Krzysztof Zborowski wystąpił ze skargą przeciw kanclerzowi Zamoyskiemu z powodu ścięcia brata Samuela, Stefan Batory wzajemnie oskarżył skarżącego o spiskowanie z Moskwą. Krzysztofa Zborowskiego in absentia (odmówił bowiem stawiennictwa) reprezentował jego brat Jan Zborowski oraz Jakub Niemojewski, instygatorem dworu był Andrzej Rzeczycki. Niemojewski utrzymywał, iż stracenie Samuela stanowiło novum emergens (łac. "nowe zjawisko" - tak nazywano sprawę sądową rozstrzyganą bez uzasadnienia w obowiązującym prawie), nie umiał jednak wskazać na czym rzekoma nowość miała by polegać. Na zarzut, że orzekanie przez króla w tej sprawie narusza zasadę nemo iudex in causa sua (zakaz takich orzeczeń uwzględniła później ustawa z 1588 De crimine laesae Majestatis Regias, et perduelionis) Rzeczycki odpowiedział, że król jest nie tylko osobą ale i instytucją.
Wyrok skazywał Krzysztofa Zborowskiego na przepadek dóbr i pozbawienie czci.
Sejm zakończony został bez uchwał, w imieniu kilkunastu posłów protest odczytał w ostatnim dniu obrad Mikołaj Kazimierski. Zarzucono im, że ich tak mało, oni twierdzili że w imieniu wszystkich posłów lub większej ich części przemawiają, ale że wielu z nich już się rozjechało, Król zażądał, żeby nazwiska nieprzytomnych na piśmie mu podali, żeby się mógł przekonać ilu posłów tego samego jest zdania. Protestujący ociągali się z tym, a nawet pisma z którego protestację czytali oddać nie chcieli. Wtedy wystąpił Świętosław Orzelski Sędzia Kaliski, a wspomniawszy wierność dawnych Polaków dla swych Królów, wystawiwszy w żywych kolorach zasługi Króla i niebezpieczeństwa kraju jego odwagą i roztropnością oddalone, zaklinał go żeby się nie dał zrazić niewdzięcznością i krnąbrnością kilku, bo ogół zawsze i stale wiernym jest i przywiązanym do niego
Był to drugi za czasów Batorego bezowocny sejm, po sejmie w 1582.